# Paradiadelia bispinosa
Paradiadelia bispinosa är en skalbaggsart som beskrevs av Stefan von Breuning 1940. Paradiadelia bispinosa ingår i släktet Paradiadelia och familjen långhorningar.
Artens utbredningsområde är Madagaskar. Inga underarter finns listade i Catalogue of Life.